# 철산도서관
철산도서관은 경기도 광명시 소재의 도서관이다.

## 연혁
- 2010. 04. 광명시 철산도서관 공사 착공
- 2012. 12. 광명시 철산도서관 공사 준공
- 2013. 03. 11 광명시 철산도서관 개관(2013. 03.04. 광명시철산도서관 열람실 개방)
- 2020. 01. 01 철산도서관 내 예술창작소 개방

## 시설현황
- 6층: 푸드라운지, 휴게라운지, 강당
- 5층: 일반열람실 Ⅰ,Ⅱ,Ⅲ, 사무실, 쉼터
- 4층: 디지털자료실, 문화교실 Ⅱ
- 3층: 종합자료실 Ⅱ, 쉼터
- 2층: 종합자료실 Ⅰ, 동아리실 Ⅰ,Ⅱ, 카페테리아
- 1층: 책누리어린이자료실, 문화교실 Ⅰ, 안내
- 지하1층: 보존서고, 예술창작소, 중앙감시실, 주차장
- 지하2층: 주차장

## 대출기간
- 대출일로부터 14일(1회 7일 연장 가능)

## 대출권수
- 1인 7권 이내('세자녀 이상 가정'회원은 1인 10권까지 대출)

## 연체관리
- 연체 일수만큼 대출 불가

## 재 대 출
- 반납연기는 1회에 한하여 홈페이지 또는 전화로 반납일을 일주일 연기할 수 있으며 반납예정일이 지난 후에는 반납연기가 불가능하다. 재대출의 경우에는 반납 기일 내에 반납하고 7일 이후에 대출 할 수 있다.
- 예약자가 있을경우 반납연기가 불가합니다

## 자료분실
- 대출 도서를 분실하였을 경우 동일자료 또는 도서관 지정 유사자료로 변상해야 한다.

## 무인대출반납기
- 책누리어린이자료실, 종합자료실Ⅰ,Ⅱ 자료실 내 자가대출기를 이용하여 이용자가 직접 도서를 대출할 수 있다.

## 자료예약
- 관외대출된 도서에 한하여 예약가능하며 홈페이지나 전화(☎2680-6816), 방문을 통해 이용하실 수 있다.
- 예약권수 : 1인 3권 이내
- 대출기한 : 문자(SMS)나 이메일로 예약도서 도착 안내를 받은 날로부터 3일 이내 대출반납데스크에서 수령

## 예약도서 무인대출 서비스
- 주간에 도서관 이용이 어려운 직장인 및 학생 등 광명시민을 위하여 예약 무인대출서비스를 운영하고 있습니다
- 이용방법 : 철산도서관 홈페이지에서 예약도서무인대출기 메뉴에서 도서예약 신청 → 수령문자 확인 후 24시간 이내에 도서 수령
- 대상자료 : 대출가능(비치자료)한 일반도서로 검색된 도서가 비치자료 상태인 경우 예약 가능 (※서고도서 제외)
- 예약시간 : 주중, 주말 24시간 도서 예약 가능(당일 00:00 ~24:00) (※ 국경일은 예약 신청 및 대출불가, 휴관일은 예약신청만 가능)
- 수령장소 : 철산도서관 1층 입구 예약대출기 코너
- 수령시간 : 예약일 다음날 오전 10:00부터 그 다음날 10:00까지

## 유의사항
- 도서관 자료의 대출을 위해서는 자료대출회원으로 가입하셔야 한다.
- 자료대출 회원증을 반드시 지참하셔야 대출이 가능하다.
- 스마트폰의 모바일회원증이나 회원등록한 교통카드도 대출이 가능하다.